# Noivas em Guerra
Bride Wars (bra/prt: Noivas em Guerra) é um filme americano de 2009, uma comédia romântica dirigida por Gary Winick e escrita por Greg DePaul, June Diane Raphael e Casey Wilson. O filme é estrelado por Kate Hudson, Anne Hathaway, Candice Bergen, Bryan Greenberg, Chris Pratt, Steve Howey e Kristen Johnston.
Os vestidos de noivas usadas pelas protagonistas foram feitas por Vera Wang.
Um remake chinês de mesmo nome foi lançado em 2015.

## Elenco
- Kate Hudson como Olivia "Liv" Lerner, uma advogada de sucesso da Ropes & Gray, que está acostumada a conseguir o que quer, e não se contentará com mais nada. Ela tenta ser perfeita em vez de levar as coisas de ânimo leve, desde que seus pais morreram quando ela era criança. Foi demonstrado que ela é protetora e extremamente atenciosa com Emma.
  - Zoe O'Grady como jovem Liv
- Anne Hathaway como Emma Allen, uma professora do ensino médio que cuida de todos, mas esquece de ter algum tempo para si mesma devido à sua natureza doce, mas um pouco mansa. Liv observou que é ela quem sempre "desiste" quando ambas têm conflitos uma com a outra.
  - Shannon Ferber como jovem Emma
- Chris Pratt como Fletcher Flemson, o noivo de Emma. Fletcher é contador e os dois se conheceram dez anos antes dos eventos do filme. Ao longo do filme, ele se mostra muito controlador, agravado pelo comportamento assertivo de Emma, e começa a ter muitas diferenças com ela.
- Steve Howey como Daniel Williams, noivo de Liv e gerente de fundos de hedge. Ao contrário de Fletcher e Emma, ele se aproximou de Liv durante o processo de planejamento do casamento e abraçou as mudanças de sua noiva na atitude dela, particularmente em sua recém-descoberta vulnerabilidade.
- Bryan Greenberg como Nathan "Nate" Lerner, irmão de Liv, que está apaixonado por Emma.
- Candice Bergen como Marion St. Claire, a mais requisitada organizadora de casamentos de Nova York, para quem as duas meninas se voltam quando planejam o casamento. Ela também serve como narradora da história.
- Kristen Johnston como Deb, Uma mulher desagradável e preguiçosa que é uma das colegas de Emma. Ela descarrega continuamente toda sua carga de trabalho em Emma. Ela finalmente se torna a dama de honra de Emma. Foi ela quem sugeriu a Emma que engordasse Liv com chocolates caros.
- Michael Arden como Kevin, assistente de Liv no trabalho, a quem ela recruta para ser seu "senhor de honra". Ele deu a Liv a sugestão de que ela estragasse as aulas de dança de Emma, substituindo seu instrutor por um excêntrico. Ele é visto se envolvendo romanticamente com Amie perto do final do filme.
- June Diane Raphael como Amanda, uma amiga de Emma e Liv que se casa no começo do filme. Ela se mostra franca e expressa seu arrependimento por se casar de maneira cômica, terminando com ela e o marido se divorciando no final do filme.
- Casey Wilson como Stacy Kindred, outra noiva e uma das clientes de Marion St. Claire. Liv e Emma tentaram convencê-la a desistir de seu encontro, que acaba em um fiasco em uma loja.
- Paul Scheer como Ricky Coo, coreógrafo de dança que se autodenomina "O Doutor da Dança"
- John Pankow como John Allen, pai de Emma.
- Hettienne Park como Marissa, uma das amigas mais íntimas de Emma e Liv.
- Lauren Bittner como Amie, uma das amigas mais íntimas de Emma e Liv. Ela é vista se envolvendo romanticamente com Kevin perto do final do filme.
- Dennis Parlato como Instrutor de dança
- Billy Unger como vozes adicionais
- Colin Ford  como vozes adicionais

Muitas esposas e namoradas de jogadores do time de beisebol Red Sox fizeram figuração na cena do chuveiro.

## Produção
Raphael e Wilson completaram o roteiro das filmagens de Bride Wars, a partir de um roteiro original de Greg DePaul, antes da Greve dos roteiristas dos Estados Unidos de 2007-2008 começar. Karen McCullah Lutz e Kirsten Smith também contribuiram para o roteiro.
Emma Roberts faria o papel de Liv e Nikki Reed o de Emma. Mais tarde, os produtores resolveram mudar o gênero do filme, de comédia adolescente para comédia romântica, e escalaram atrizes um pouco mais velhas, Kate Hudson e Anne Hathaway.
Algumas filmagens principais tiveram lugar no Peabody Essex Museum, em Salem, Massachusetts. A maioria das filmagens ocorreu em Boston, Massachusetts, na cidade de Nova Iorque, Nova Iorque, e, em Salem, Massachusetts.
As filmagens aconteceram entre 31 de março e junho de 2008.

### Música
A música para Bride Wars foi composta por Edward Shearmur, que gravou seu marcador com um conjunto de 77 peças da Hollywood Studio Symphony no Newman Scoring Stage da 20th Century Fox.
No início do filme, a canção “Somethin' Special” de Colbie Caillat foi tocado, porém esta versão tinha letras diferentes das do Beijing Olympic Mix, sugerindo que era o mix original. Como o filme não tinha trilha sonora, a versão original permaneceu inédita até o lançamento do álbum de Caillat, Breakthrough onde a música aparece como uma faixa bônus na edição Rhapsody. Há também a canção "Dream" por Priscilla Ahn. E "Scared" de Duffy.

## Recepção
Bride Wars tem sido universalmente criticado pelos críticos. O filme recebeu um índice de aprovação de 11% no Rotten Tomatoes baseado em 140 opiniões coletadas. Time nomeou-o um dos 10 piores filmes de click flick, uma gíria para um gênero de filmes que tratam principalmente de amor e romance e concebido para apelar a um público-alvo em grande parte do sexo feminino.
Manohla Dargis, do The New York Times, chamou o filme de "idiota, se bem que indolor". Ela disse que a presença de Hathaway significa "que há um pouco de atuação nele, juntamente com algumas emoções humanas" e se perguntou o que o filme poderia ter sido se os escritores tivessem explorado um possível subtexto lésbico sugerido pelas cenas de abertura.
O crítico de longa data da BBC Radio 5 Live, Mark Kermode, foi notavelmente severo com o filme em seu programa Kermode and Mayo's Film Review, chegando ao ponto de dizer que ele deixaria as críticas se Bride Wars não terminasse em sua lista dos 10 piores filmes de 2009. Até o final do ano, mesmo quando Kermode incluiu Terminator Salvation e Couples Retreat em sua lista por demanda popular, Bride Wars ainda terminou em oitavo, permitindo-lhe manter seu emprego.

### Desempenho nas bilheterias
Em sua semana de estréia, o filme arrecadou US$ 21 058 173, sendo classificado como número dois na bilheteria. Ele fez US$ 58 715 510 nos Estados Unidos e no Canadá, US$ 56 660 340 em países estrangeiros e um total de US$ 115 375 850 em todo o mundo, um sucesso financeiro, apesar de suas opiniões em grande parte negativas.

## Prêmios

### Venceu
- 2009 - Teen Choice Awards para Melhor Atriz em Filme de Comédia (Anne Hathaway)

### Nomeações
- 2009 - Teen Choice Awards para Melhor Atriz em Filme de Comédia (Kate Hudson)
- 2009 - Teen Choice Awards for Choice Movie Hissy Fit (Kate Hudson)
- 2009 - Teen Choice Awards para Momento Rockstar (Anne Hathaway)
- 2009 - Teen Choice Awards para Choice Movie Rumble (Anne Hathaway) & (Kate Hudson)
- 2009 - MTV Movie Awards para Melhor Performance Feminino (Anne Hathaway)
- 2009 - MTV Movie Awards para Melhor Luta (Anne Hathaway) & (Kate Hudson)
- 2010 - Framboesa de Ouro para Pior Atriz Coadjuvante (Candice Bergen)
- 2010 - People's Choice Awards para Filme Favorito de Comédia